# Tanjung Betung I
Tanjung Betung I is een bestuurslaag in het regentschap Kaur van de provincie Bengkulu, Indonesië. Tanjung Betung I telt 402 inwoners (volkstelling 2010).